# Anastasios Kisas
Anastasios Kisas, grec. Αναστάσιος Κίσσας (ur. 18 stycznia 1988 w Nikozji) – cypryjski piłkarz występujący na pozycji bramkarza. Jest wychowankiem APOEL-u Nikozja, w którym zadebiutował w latach 2005-2016. Latem 2016 trafił do Apollonu Limassol. W 2010 roku zadebiutował w reprezentacji Cypru.